# 弗朗茨一世 (神圣罗马帝国)
弗朗茨一世（德語：Franz I；1708年12月8日—1765年8月18日），洛林王朝的神聖羅馬皇帝（1745年-1765年在位）。當選皇帝前是1737年-1765年的托斯卡纳大公（弗朗切斯科二世，1745年-1765年在位））。他也曾是1737年-1765年的洛林公爵（称法蘭索瓦三世，1737年-1765年）。

## 生平
弗朗茨一世于1708年生于法國洛林的首都南锡，他的父亲是洛林公爵利奧波德，母亲是法国奥尔良公爵菲利普一世之女伊麗莎白·夏洛特。从父系看，他与哈布斯堡王朝有一定关系，因为他的祖母埃利诺是神圣罗马帝国皇帝斐迪南三世的女儿。
弗朗茨·斯蒂芬在1735年与已经失去王位的波兰国王斯坦尼斯瓦夫·莱什琴斯基用洛林换得托斯卡纳。由于1736年他与波希米亚女選侯瑪麗婭·特蕾西婭结婚，因而在1740年成为奥地利大公國的共同统治者。1744年1月他弟弟查理·亞歷山大则和小姨子瑪麗婭·安娜结婚，同年12月瑪麗婭·安娜死于难产。
玛丽亚·特蕾西娅急于把他选为皇帝，以摆脱德意志諸侯反对她继承奥地利的困境。当维特尔斯巴赫家族的皇帝查理七世死去后，这一前景变得现实。弗朗茨一世于1745年奥地利王位继承战争进行中当选为神聖羅馬皇帝。
由于妻子乃女强人玛丽亚·特蕾西娅，弗朗茨一世被認為从未掌握過政權。但也有人对这种说法提出质疑，因為国王的确行使了大多数的王权。